# Scout X-3

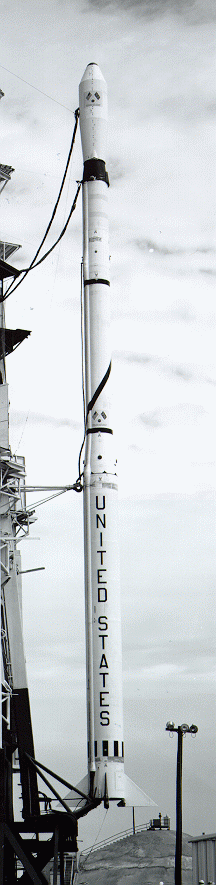
Um Scout X-3.

O Scout X-3, foi, ao mesmo tempo, um foguete de sondagem e também um veículo de lançamento descartável.
Composto de quatro estágios, foi lançado seis vezes entre 1962 e 1964. Foi mais um membro da família de foguetes Scout.
Permitia uma carga útil de até 87 kg.
Houve três variantes desse modelo: a Scout X-3A, com apenas um lançamento em 1962, a Scout X-3C, com com apenas um lançamento em 1964 e
a Scout X-3M com apenas dois lançamentos em 1963.